# J'ai un problème (album de Sylvie Vartan)
Albums de Sylvie Vartan
Sympathie
(1971) Je chante pour Swanee
(1974)
Singles
1. J'ai un problème - Te tuer d'amour (en duo avec Johnny Hallyday)
Sortie : 20 juin 1973

J'ai un problème est le 11e album de Sylvie Vartan. Sorti le 20 juin 1973, à l'origine l'opus n'a pas de nom, il est communément appelé par le titre de la chanson qui ouvre l'album J'ai un problème.

## Autour de l'album
Référence originale : RCA 440 763.
L'album est réalisé par Jean Renard.
Le recto de la pochette ne propose qu'une photo de l'artiste, son nom n'apparait qu'au verso avec la liste des titres.
Diffusé sous le label RCA, il est indiqué au bas du recto de la pochette : « J'ai un problème - Te tuer d'amour interprété en duo par Sylvie Vartan et Johnny Hallyday avec l'aimable autorisation des disques Philips ».
Parallèlement, le même jour, les deux duos sortent en 45 tours sous le label Philips (la maison de disques d'Hallyday), où il est indiqué au recto : « avec l'aimable autorisation de RCA ».
L'homme que tu seras est la « chanson du feuilleton de télévision Graine d'ortie - thème principal et générique » ; Ne m'attends pas est « écrite d'après un thème musical du feuilleton Graine d'ortie ». 

## Les titres
| No  | Titre                                          | Auteur                                 | Durée |
| --- | ---------------------------------------------- | -------------------------------------- | ----- |
| 1.  | J'ai un problème (en duo avec Johnny Hallyday) | Jean Renard - Michel Mallory           | 2:59  |
| 2.  | Pour lui je reviens                            | Jean-Jacques Debout - R. Dumas         | 2:30  |
| 3.  | L'homme que tu seras                           | Michel Mallory - Eddie Vartan          | 2:15  |
| 4.  | Va si tu l'aimes                               | G. Mardel - J.P. Lang                  | 3:00  |
| 5.  | La vie c'est du cinéma                         | Michel Mallory - Gabriel Yared - Costa | 2:57  |
| 6.  | Te tuer d'amour (en duo avec Johnny Hallyday)  | Michel Mallory - J. Ploquin            | 2:59  |
| 7.  | Ne m'attends pas                               | Michel Mallory - Eddie Vartan          | 3:02  |
| 8.  | Non je ne suis plus la même                    | Jean Renard                            | 3:00  |
| 9.  | Melody man                                     | Michel Mallory                         | 2:53  |
| 10. | Mon père                                       | Michel Mallory - M. Benoit             | 3:25  |

## Musiciens
Direction d'orchestre :
- Gabriel Yared : 1-5-6-9
- Raymond Donnez : 2-4-8-10
- Eddie Vartan : 3-7